# كارول بريكينريدغ
كارول بريكينريدغ (بالإنجليزية: Carol Breckenridge)‏ هي عالمة الإنسان أمريكية، ولدت في 1942، وتوفيت في 2009.